# GP Aviation
GP Aviation  ist eine bulgarische Charterfluggesellschaft mit Sitz in Sofia und Basis Flughafen Sofia, die hauptsächlich Verbindungen nach Pristina anbietet. Das Unternehmen wurde im Jahr 2020 von dem Schweizer Ganesh Piga gegründet.

## Flugziele
Die Fluggesellschaft bietet zahlreiche Verbindungen nach Pristina an.

## Flotte
Die Flotte besteht mit April 2025 aus drei Flugzeugen mit einem durchschnittlichen Alter von 31,6 Jahren.
| Flugzeugtyp    | aktiv | bestellt | Anmerkungen | Sitzplätze | Durchschnittsalter |
| -------------- | ----- | -------- | ----------- | ---------- | ------------------ |
| Boeing 737-400 | 3     |          |             | 168        | 31,6 Jahre         |
| Gesamt         | 3     | -        |             |            | 31,6 Jahre         |